# Föl

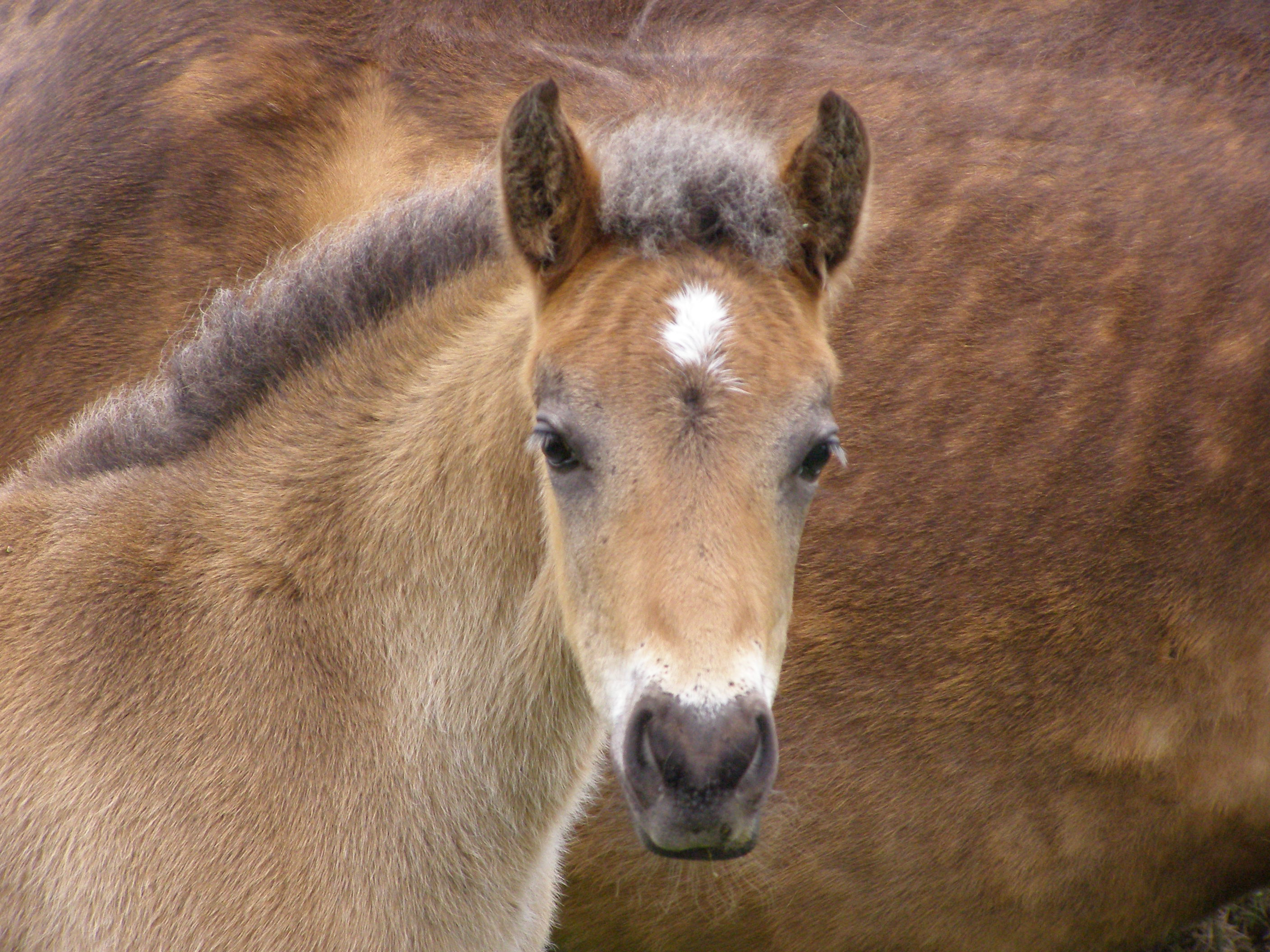
Föl

Föl är en icke årsgammal unge av häst eller annat hästdjur. En äldre benämning på ettåriga föl är åringar. Föl är även en unge av kameler och giraffer.

## Hästföl
Häststoet är dräktigt i 11 månader, sen är det dags för fölning. Stoet föder då oftast bara en unge åt gången, men vissa hingstar har lättare för att lämna tvillingar. Vid tvillingfödsel är det dock oftast bara ett eller ibland inget av fölen som överlever eftersom de ofta blir väldigt små och svaga. Föl kan redan efter mycket kort tid stå upp på vingliga ben. Sen är det dags för di, den första modersmjölken (råmjölk) är mycket viktig för fölet eftersom den ger mycket för immunförsvaret. Fölet kan avvänjas från mamman efter sex månader. Då behöver de inte dia längre utan kan äta gräs eller kraftfoder, precis som andra hästar. Ett föl får oftast den färg som mamman eller pappan har, men om ett föl föds som väldigt grå skimmel så kan den sedan bli vitare (upp till 9 års ålder kan de bli vitare).
Det är bra om man redan under de första dagarna börjar vänja fölet vid grimma, eftersom det då blir lättare att hantera. Fölet mår bra av att få umgås med andra föl, samt att de hanteras mycket av människor så att de blir lättare att rida in senare i livet.